# لاسلو فيغيه توث
لاسلو فيغيه توث (بالمجرية: László Fejes Tóth)‏ هو رياضياتي مجري، ولد في 12 مارس 1915 في سيجد في المجر، وتوفي في 17 مارس 2005 في بودابست في المجر.

## معرض صور

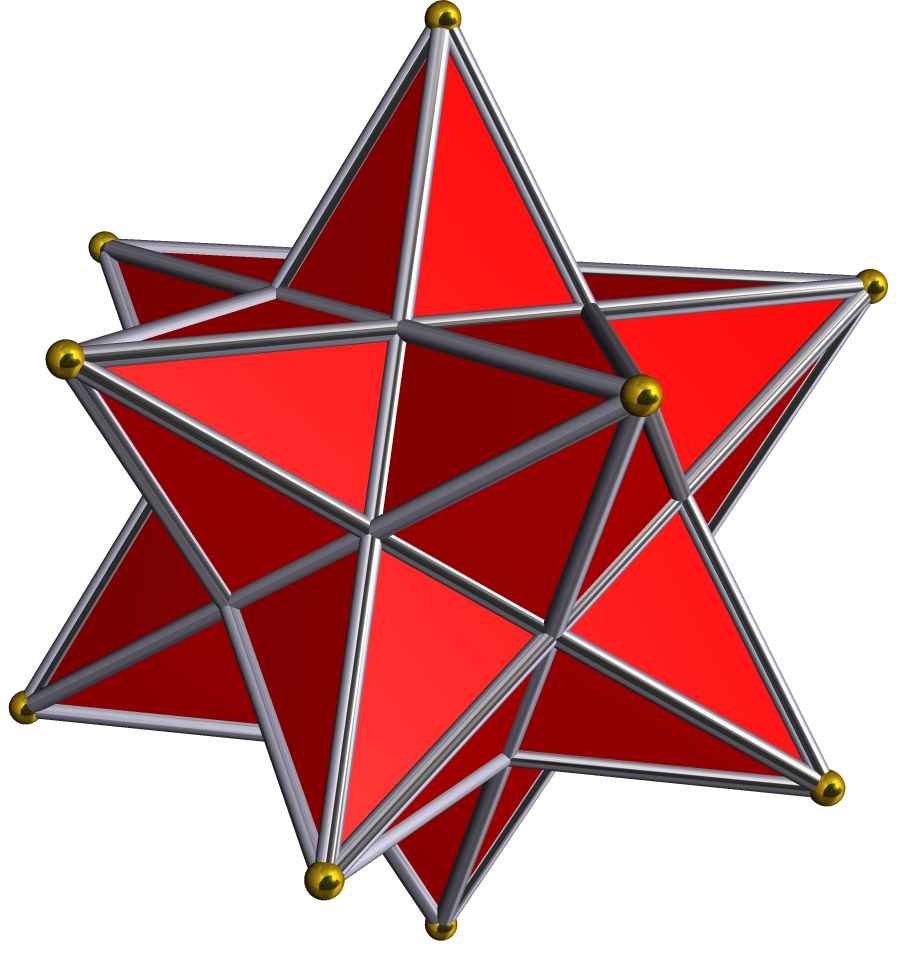
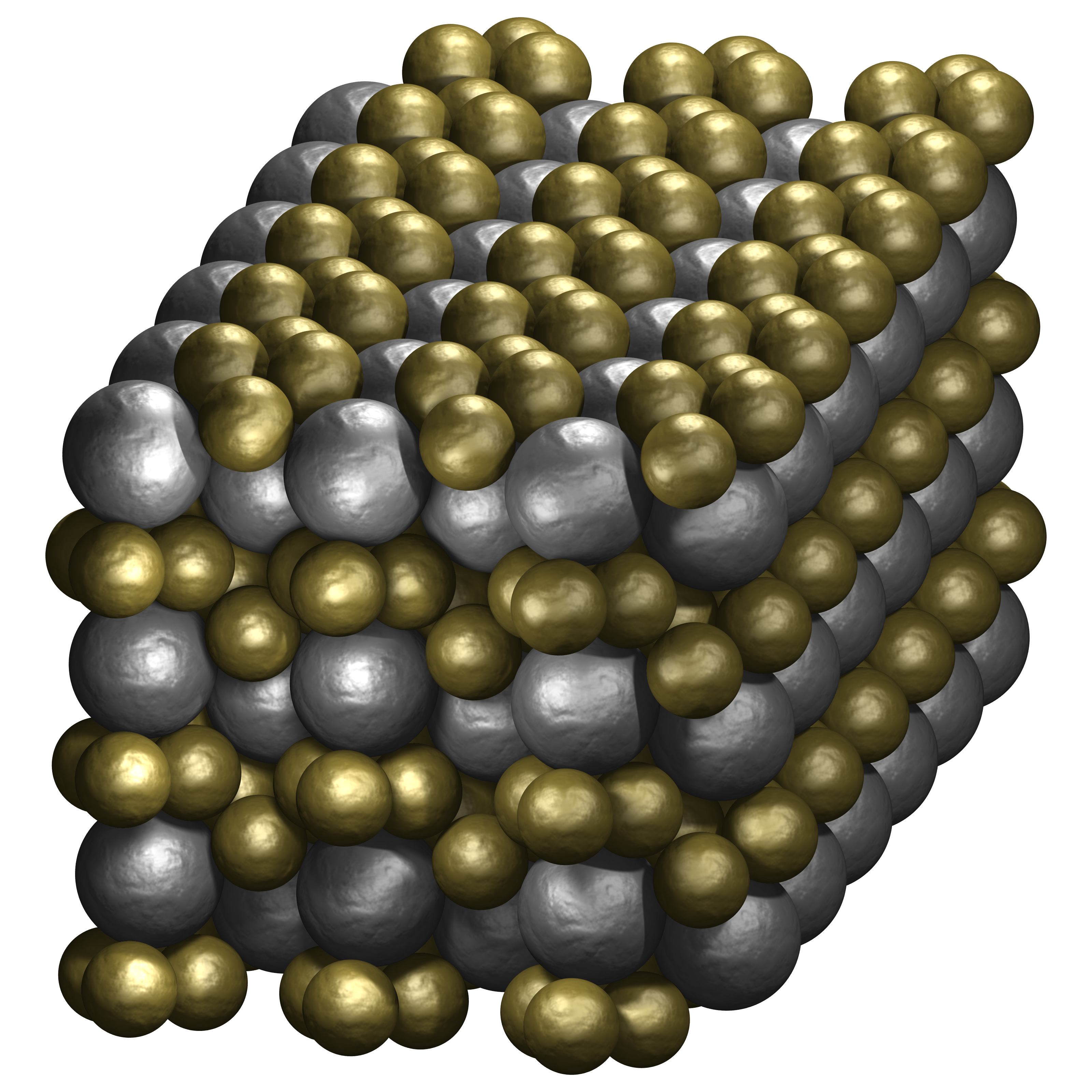